# Golf von Albay
Der Golf von Albay ist eine große Meeresbucht im Südosten der Insel Luzon, Philippinen. Sie ist eine Meeresausbuchtung im Südwesten der Philippinensee und erstreckt sich an der Ostküste der Bicol-Halbinsel. Er wird im Norden durch die Inseln Rapu-Rapu, Batan, Cagraray Island vom Golf von Lagonoy getrennt. Der Golf umfasst eine Fläche von 747,50 km² und hat die Form eines Stiefels. Die Flut erreicht im Golf eine Höhe von 0,7 bis 1,2 Metern, sie lässt ausgedehnte Marschländer und Wattflächen bei Ebbe entstehen. Die Küstenlinie des Golf von Albay wird geprägt durch eine Mischung aus Mangrovenwäldern, Felsküsten und Sandstränden.

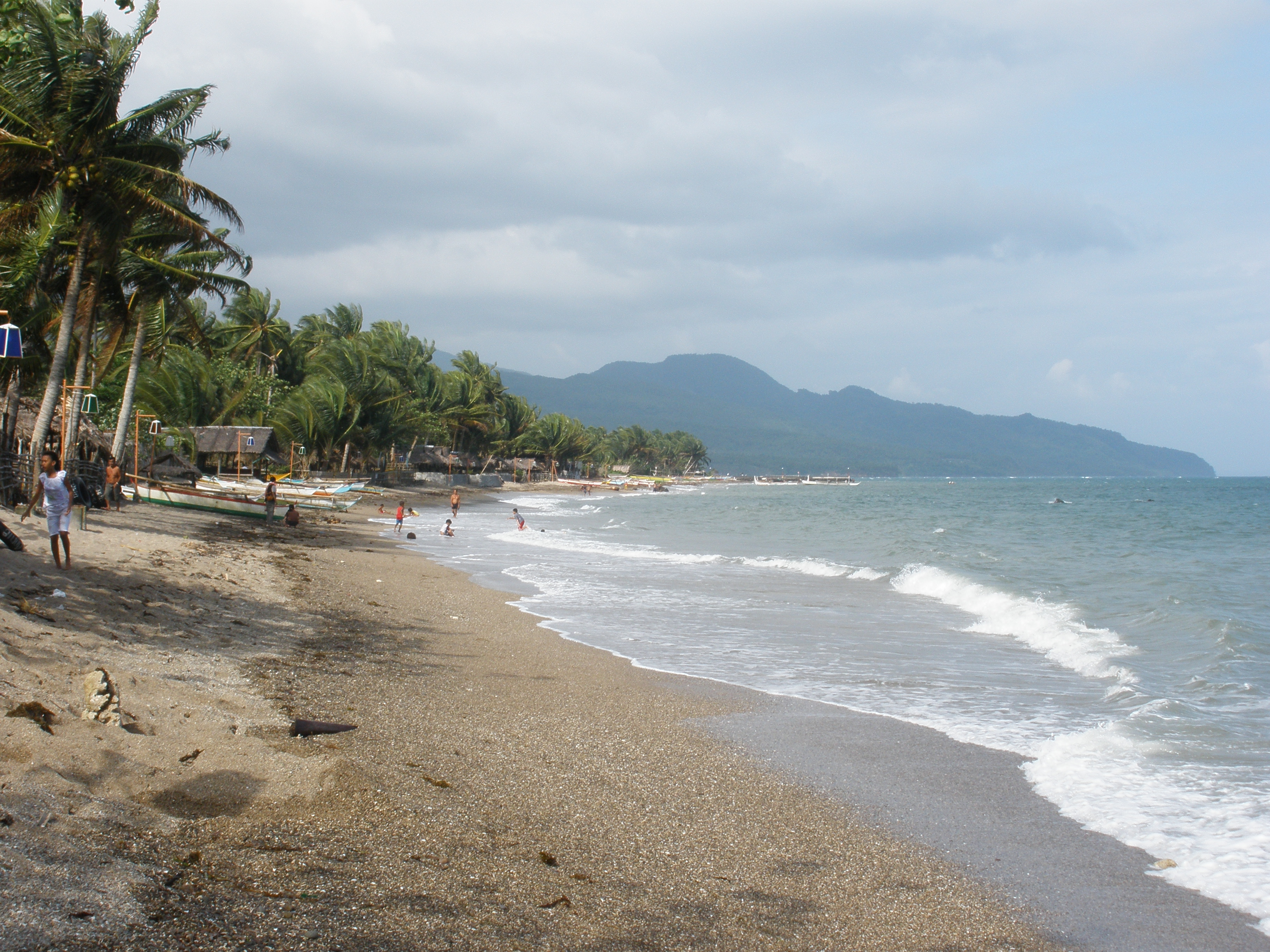
Der Bacon Beach in Sorsogon City

Der Golf von Albay gilt als ein ergiebiges Fischfanggebiet an der Ostküste der Philippinen, das jedoch durch Dammbrüche und Überlaufen des Tailings-Sees des Goldbergwerks auf Rapu-Rapu Island gefährdet wird. Der Küstenlinie vorgelagert sind zahlreiche kleinere Korallenriffe und Seegraswiesen, um die die angrenzenden Gemeinden teilweise Meeresschutzgebiete etabliert haben.
An der Westküste des Golfs liegt die Component City Legazpi und an der Südküste Sorsogon City, beide verfügen über große Häfen und sind die Hauptstädte der Provinzen Albay und Sorsogon. Im westlichen Hinterland erhebt sich der majestätische Vulkan Mayon und im südwestlichen Hinterland liegen die Pocdolberge.